# 판드랄
판드랄(Fandral)은 마블 코믹스가 발행하는 만화책의 등장인물로, 스탠 리와 잭 커비에 의해 만들어졌다. 아스가르드인으로 호건, 볼스타그와 함께 워리어스 스리의 멤버이기도 하다. 토르의 조력자이다. 2011년 공개된 영화 《토르: 천둥의 신》에서는 조시 댈러스가, 2013년 공개된 속편 《토르: 다크 월드》에는 재커리 리바이가 연기했다.

## 담당 배우

### 영화
- 토르: 천둥의 신 (2011) - 조시 댈러스
  - 토르: 다크 월드 (2013) - 재커리 리바이
  - 토르: 라그나로크 (2017) - 재커리 리바이